# プラスチックリトル
『プラスチックリトル』 (Plastic Little) は、1994年3月21日に発売されたOVA作品（全1巻）。通称『プラリト』。
よしもときんじと彼の盟友うるし原智志の代表作の1つであり、SFアニメとしての本編40分のうち3分半ほどにわたって描かれる女性キャラクターたちによる入浴シーンのクオリティの高さから、作品ファンのみならずアニメ業界内でも話題となった。後年には、AT-Xでテレビ放送されたこともある。
OVAの発売に前後し、うるし原による漫画版も『月刊コミックNORA』（学習研究社）に連載された。
2000年10月18日にはDVD版が、2002年7月10日にはその廉価版がそれぞれ発売された。

## 登場人物

### 茶々丸クルー
ティータ・ミュウ・越ヶ谷
声 - 渕崎ゆり子
ハンター船「茶々丸」の二代目船長。17歳。若輩ながら負けん気の強さと父親譲りの判断力で、指折りのペットショップハンター（雲海に生息する希少生物を捕獲、売買する職業）として活躍中。4年半前に唯一の肉親であった父を亡くした後はメイの父母に引き取られており、船暮らしとなった後も時折顔を見せるなど関係は良好。
ニコル・ホーキング
声 - 山口勝平
操舵手。18歳。ナイーヴかつロマンチストな性格の持ち主で、ティータに惚れている。操船技術は故郷の惑星では五指に入るほどで、休暇中にはレーサー（作中では「ボート乗り」と呼称）としても活躍している。代々ボート乗りの家系で、同職業だった父母が死んでからは同じくボート乗りの叔父に引き取られ、彼のナビゲーターとして経験を積んだ。5年前に叔父が死んでからは茶々丸のクルーとなっている。
メイ・リン・ジョーンズ
声 - よこざわけい子
船医。26歳。医学のみならず、物理学、神学までこなす才女。幼いティータを熱病から救ったことがきっかけで、茶々丸のクルーとなった。中国武術も達人級の腕前で、白兵戦では茶々丸随一の実力を発揮する。ティータとは義姉妹の関係であり、良き相談相手となってもいる。
ジョシュア・L・バルボア
声 - 若本規夫
航法士。32歳。齢17にして軍の上層部に上り詰めるも、ある事件をきっかけに20歳で除隊。ティータの父・源太郎に拾われ、茶々丸クルーとなった。バルボアはそれ以降の偽名であり、本名はアンディ・ファーロング。元・軍部特務超Ω級（将軍相当）。
ミハイル・ディアギレフ
声 - 大塚周夫
機関長。45歳。ティータの亡父・源太郎の無二の親友であり、クルーの中では一番の古株。源太郎から託されたティータを娘のように思い、一人前のハンターへ育てあげた。皆からは「おやっさん」と呼ばれる。
ロジャー・ロジャース
声 - 中尾隆聖
機関助手。年齢経歴不詳。食事と覗きとニコルをからかうことが趣味の、爽快な性格をした黒人男性。茶々丸6番目のクルー。

### その他
イリーズ・アルト・モーディッシュ
声 - 椎名へきる
OVA版のゲストヒロイン（漫画版、ドラマCDともにわずかだが出番あり）。16歳。胸はティータよりも大きい。
ガイゼル
声 - 家中宏
OVA版の敵キャラクター。動力破壊兵器を手に入れようと企む軍人。
ナレロフ・アルト・モーディッシュ
声 - 秋元羊介
イリーズの父。OVA版のみに登場。冒頭で娘を逃がし、死亡する。

## スタッフ
- 原作 - よしもときんじ・うるし原智志
- 監督・絵コンテ - よしもときんじ
- 絵コンテ・演出・キャラクターデザイン・作画監督 - うるし原智志
- 脚本 - 関島眞頼
- 美術監督 - 石垣努
- 撮影監督 - 高橋明彦
- 編集 - 松村将弘
- 音響監督 - 藤山房伸
- 音楽 - 寺嶋民哉
- プロデューサー - 池口和彦[9]、藤井秀明
- 制作協力 - スタジオぴえろ
- アニメーション制作 - アニメイトフィルム
- 製作・著作 - ソニー・ミュージックエンタテインメント、ムービック

## 主題歌
「You're Everything」
作詞・作曲・歌 - 峠恵子 / 編曲 - 小林信吾

## 漫画版
OVAの発売に前後し、『月刊コミックNORA』に連載されていた。2012年には、全編フルカラー彩色された「オールカラー完全版」が発売された。
- 「プラスチックリトル」全1巻（発売日：1994年5月 / 刊行：学習研究社 / ISBN 4-05-600510-9）[10]
- 「プラスチックリトル オールカラー完全版」全1巻（発売日：2012年10月2日 / 刊行：学習研究社 / ISBN 978-4-05-607107-8）[11]